# Plac Ad-Dira
Plac Ad-Dira (arab. ساحة الديرة) – plac położony w stolicy Arabii Saudyjskiej Rijadzie. 
Na placu odbywają się egzekucje osób skazanych na karę śmierci. Ze względu na sposób wykonywania wyroku (ścięcie maczetą) plac nazywany jest także Chop Chop Square (Plac siekania).